# CKY (groupe)
Pour les articles homonymes, voir CKY.

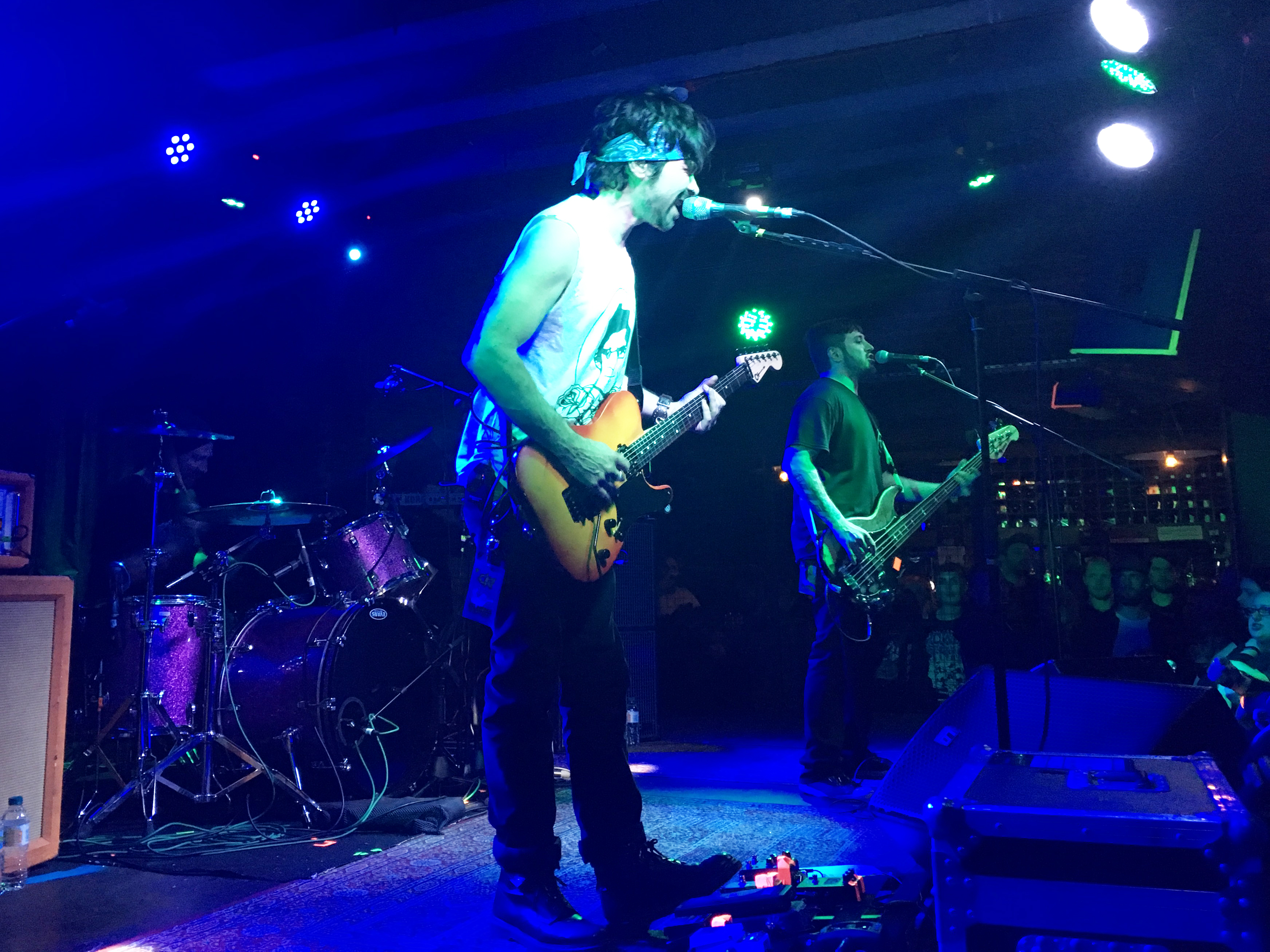
CKY sur scène à Manchester en 2017.

CKY (« Camp Kill Yourself ») est un groupe de rock américain constitué de Deron Miller (en) (chant, guitare, basse), Chad Ginsburg (en) (guitare, basse, production), Jess Margera (en) (batterie), et Matt "Dice" Deis (en) (basse).
Il est difficile de catégoriser CKY sous un seul genre, même si Allmusic.com suggère que CKY a des touches de metal alternatif, punk rock et grunge. CKY a souvent été encensé dans la communauté rock[citation nécessaire] pour les  riffs de guitare uniques et complexes utilisant l'arpeggio qui sont à la base de la plupart de leurs morceaux. Beaucoup de chansons de CKY ont un son synthétisé. Le groupe a employé des Moogs sur leur second album public, Infiltrate•Destroy•Rebuild, tandis que leur album An Ånswer Can Be Found (en) n'emploie aucun synthétiseur.

## Discographie

### Albums
- Volume 1 (en) (1999)
- Volume 2 (en) (1999)
- Infiltrate•Destroy•Rebuild (2002)
- An Answer Can Be Found (en) (2005)
- Carver City (en) (2009)
- B-Sides & Rarities (en) (2011)
- The Phoenix (2017)

### Singles
- 96 Quite Bitter Beings (1999)
- Flesh Into Gear (2002)
- Attached at the Hip (2003)
- Familiar Realm (2005)
- A#1 Roller Rager (2009)

### Musique de film
- Jackass, le film (2002)

## Réutilisations
CKY partage son nom avec la série de vidéos de skate et de blagues CKY créée par Bam Margera, le frère du batteur du groupe, Jess Margera (en). La musique de CKY a été utilisée dans les quatre vidéos CKY et dans d'autres projets divers de Bam, dont Jackass, Jackass, le film, Viva La Bam, Haggard, Viva La Bands, Bam's unholy union et le jeu vidéo Tony Hawk's Pro Skater 3. Leurs chansons sont aussi apparues sur les jeux vidéo Burnout Revenge, Backyard Wrestling: Don't Try This At Home (en), sur la bande originale de Resident Evil: Apocalypse et parmi les chansons proposées dans NHL 10.